# Grand Prix Formule 1 van Japan 1989
De Grand Prix Formule 1 van Japan 1989 werd gehouden op 22 oktober op het circuit van Suzuka.

## Verslag

### Voor de race
Alain Prost had twaalf punten meer in het wereldkampioenschap dan Ayrton Senna. De Braziliaan moest hierdoor winnen om nog kans te maken op de wereldtitel.

### Kwalificatie
De beide McLarens domineerden de kwalificatie. Senna was nog een klasse sterker dan Prost en pakte de pole-position met meer dan anderhalve seconde voor de Fransman. De Ferraris van Gerhard Berger en Nigel Mansell stonden op de tweede startrij. Riccardo Patrese kwalificeerde zich op de vijfde plaats met Alessandro Nannini in de Benetton naast zich.

### Race
Prost startte sneller dan Senna, de Braziliaan slaagde er maar net in om Berger achter zich te laten. Prost bouwde zijn voorsprong uit tot zes seconden. Hierna verloor Senna nog eens twee seconden na een trage pitstop. Dankzij de nieuwe banden kwam Senna echter hoe langer, hoe dichter bij Prost. Achter de beide McLarens vielen de Ferrari's uit: Berger met problemen aan de versnellingsbak, Mansell met motorproblemen.
Senna kwam bij Prost in de veertigste ronde en de volgende vijf ronden bleef het verschil tussen beide rijders rond de seconde hangen. In de 46ste ronde deed Senna, die een hogere snelheid kon aanhouden in de bochten, er alles aan om dicht bij Prost, die sneller was op de rechte stukken, te blijven. Voor de chicane kwam Senna naast Prost, de Fransman liet dit niet gebeuren en verhinderde Senna om hem voorbij te gaan. De beide wagens belandden naast de baan. Prost gaf op, maar Senna gebaarde naar de marshalls om hem te duwen. Hierdoor slaagde hij erin zijn motor opnieuw aan de praat te krijgen en hij reed via een zijweg naast de chicane door. Zijn wagen was beschadigd waardoor hij zijn neus moest laten vervangen in de pits, maar toen Senna opnieuw in de race kwam reed hij slechts vijf seconden achter de nieuwe leider Nannini.
De Italiaan kon Senna niet lang afhouden, waarna hij voorbij gestoken werd door Senna op exact dezelfde plaats als waar de botsing tussen Prost en Senna was gebeurd. Drie ronden later was de race afgelopen en had Senna de race gewonnen. Nannini werd tweede, gevolgd door beide Williams-wagens van Patrese en Thierry Boutsen.

### Na de race
Onmiddellijk na de race werd Senna gediskwalificeerd voor het missen van de chicane. Nannini kreeg de overwinning, waardoor hij samen met Patrese en Boutsen op het podium terechtkwam. Het werd Nannini's enige overwinning in de Formule 1. Door de diskwalificatie ging de wereldtitel naar Prost.
Omdat hij geen voordeel uit het missen van de chicane had gehaald, gingen Senna en McLaren tegen de beslissing in beroep. Senna's diskwalificatie werd echter niet opgeheven. Meer nog, hij kreeg een boete van 100000$ en een voorwaardelijke schorsing van zes maanden.

## Uitslag
| Positie | Nummer | Rijder             | Team                  | Ronden | Tijd/Opgave       | Startplaats | Punten |
| ------- | ------ | ------------------ | --------------------- | ------ | ----------------- | ----------- | ------ |
| 1       | 19     | Alessandro Nannini | Benetton-Ford         | 53     | 1:35:06.277       | 6           | 9      |
| 2       | 6      | Riccardo Patrese   | Williams-Renault      | 53     | + 11.904          | 5           | 6      |
| 3       | 5      | Thierry Boutsen    | Williams-Renault      | 53     | + 13.446          | 7           | 4      |
| 4       | 11     | Nelson Piquet      | Lotus-Judd            | 53     | + 1:44.225        | 11          | 3      |
| 5       | 7      | Martin Brundle     | Brabham-Judd          | 52     | + 1 Ronde         | 13          | 2      |
| 6       | 9      | Derek Warwick      | Arrows-Ford           | 52     | + 1 Ronde         | 25          | 1      |
| 7       | 15     | Maurício Gugelmin  | March-Judd            | 52     | + 1 Ronde         | 20          |        |
| 8       | 10     | Eddie Cheever      | Arrows-Ford           | 52     | + 1 Ronde         | 24          |        |
| 9       | 21     | Alex Caffi         | Dallara-Ford          | 52     | + 1 Ronde         | 15          |        |
| 10      | 22     | Andrea de Cesaris  | Dallara-Ford          | 51     | + 2 Rondes        | 16          |        |
| DQ      | 1      | Ayrton Senna       | McLaren-Honda         | 53     | Gediskwalificeerd | 1           |        |
| NF      | 2      | Alain Prost        | McLaren-Honda         | 46     | Botsing           | 2           |        |
| NF      | 8      | Stefano Modena     | Brabham-Judd          | 46     | Motor             | 9           |        |
| NF      | 27     | Nigel Mansell      | Ferrari               | 43     | Motor             | 4           |        |
| NF      | 12     | Satoru Nakajima    | Lotus-Judd            | 41     | Motor             | 12          |        |
| NF      | 4      | Jean Alesi         | Tyrrell-Ford          | 37     | Versnellingsbak   | 18          |        |
| NF      | 30     | Philippe Alliot    | Larrousse-Lamborghini | 36     | Motor             | 8           |        |
| NF      | 28     | Gerhard Berger     | Ferrari               | 34     | Versnellingsbak   | 3           |        |
| NF      | 20     | Emanuele Pirro     | Benetton-Ford         | 33     | Botsing           | 22          |        |
| NF      | 26     | Olivier Grouillard | Ligier-Ford           | 31     | Motor             | 23          |        |
| NF      | 16     | Ivan Capelli       | March-Judd            | 27     | Ophanging         | 17          |        |
| NF      | 17     | Nicola Larini      | Osella-Ford           | 21     | Remmen            | 10          |        |
| NF      | 3      | Jonathan Palmer    | Tyrrell-Ford          | 20     | Brandstoflek      | 26          |        |
| NF      | 34     | Bernd Schneider    | Zakspeed-Yamaha       | 1      | Versnellingsbak   | 21          |        |
| NF      | 24     | Luis Perez-Sala    | Minardi-Ford          | 0      | Botsing           | 14          |        |
| NF      | 23     | Paolo Barilla      | Minardi-Ford          | 0      | Koppeling         | 19          |        |

## Statistieken
| Pole-position | Ayrton Senna | McLaren-Honda | 1:38.041 |
| Snelste ronde | Alain Prost  | McLaren-Honda | 1:43.506 |

## Noot
- Dit was het debuut van de Italiaanse coureur Paolo Barilla.
- Eerste rondes als raceleider, vijfde podiumplaats en eerste Grand Prix-winst voor Alessandro Nannini.

1976 · 1977 · 1987 · 1988 · 1989 · 1990 · 1991 · 1992 · 1993 · 1994 · 1995 · 1996 · 1997 · 1998 · 1999 · 2000 · 2001 · 2002 · 2003 · 2004 · 2005 · 2006 · 2007 · 2008 · 2009 · 2010 · 2011 · 2012 · 2013 · 2014 · 2015 · 2016 · 2017 · 2018 · 2019 · 2022 · 2023 · 2024 · 2025